# أود بوريسن
أود بوريسن (بالنرويجية البوكمول: Odd Børresen)‏ هو لغوي ومبشر نرويجي، ولد في 19 أغسطس 1923، وتوفي في 22 يناير 2010.